# تپه گورستان کارخانه
تپه قبرستان کارخانه مربوط به دوران‌های تاریخی پس از اسلام است و در شهرستان کنگاور، بخش مرکزی، روستای کارخانه واقع شده و این اثر در تاریخ ۱۰ دی ۱۳۸۱ با شمارهٔ ثبت ۷۰۰۶ به‌عنوان یکی از آثار ملی ایران به ثبت رسیده است.